# Női 100 méteres gátfutás a 2020. évi nyári olimpiai játékokon
A 2020. évi nyári olimpiai játékokon az atlétika női 100 méteres gátfutás versenyszámát 2021. július 31–augusztus 2. között rendezték a tokiói olimpiai stadionban. Az aranyérmet a Puerto Ricó-i Jasmine Camacho-Quinn nyerte, aki az elődöntőben új olimpiai csúcsot is futott.
A kvalifikáció során 12,84 másodperc volt a szintidő.

## Rekordok
A versenyt megelőzően a következő rekordok voltak érvényben:
| Világrekord     | Kendra Harrison (USA) | 12,20 | London, Egyesült Királyság | 2016. július 22.   |
| Olimpiai rekord | Sally Pearson (AUS)   | 12,35 | London, Egyesült Királyság | 2012. augusztus 7. |

A versenyen új olimpiai csúcs született az elődöntők során:
| Olimpiai rekord | Jasmine Camacho-Quinn (PUR) | 12,26 | Tokió, Japán | 2021. augusztus 3. |

## Eredmények
Az időeredmények másodpercben értendők. A rövidítések jelentése a következő:
| - OR: olimpiai rekord - NR: országos rekord - MWR: 35 év felettiek világcsúcsa - PB: egyéni legjobb eredménye | - SB: 2021-ben az addigi legjobb eredménye - DNS: nem indult a futamon - DNF: nem ért célba |

### Előfutamok
Minden előfutam első négy helyezettje automatikusan az elődöntőbe jutott. Az összesített eredmények alapján további négy versenyző jutott az elődöntőbe.
1. előfutam
| H  | Pálya | Név                        | Nemzet                 | E     | Mj    |
| -- | ----- | -------------------------- | ---------------------- | ----- | ----- |
| 1. | 6     | Andrea Vargas              | Costa Rica (CRC)       | 12,71 | Q, SB |
| 2. | 9     | Nadine Visser              | Hollandia (NED)        | 12,72 | Q, SB |
| 3. | 8     | Gabbi Cunningham           | Egyesült Államok (USA) | 12,83 | Q     |
| 4. | 5     | Cindy Sember               | Nagy-Britannia (GBR)   | 13,00 | Q     |
| 5. | 3     | Csen Csiamin (Chen Jiamin) | Kína (CHN)             | 13,09 |       |
| 6. | 4     | Reetta Hurske              | Finnország (FIN)       | 13,10 |       |
| 7. | 2     | Kimura Ajako               | Japán (JPN)            | 13,25 |       |
| 8. | 7     | Ricarda Lobe               | Németország (GER)      | 13,43 |       |

2. előfutam
| H  | Pálya | Név               | Nemzet                 | E     | Mj    |
| -- | ----- | ----------------- | ---------------------- | ----- | ----- |
| 1. | 6     | Kendra Harrison   | Egyesült Államok (USA) | 12,74 | Q     |
| 2. | 3     | Liz Clay          | Ausztrália (AUS)       | 12,87 | Q     |
| 3. | 2     | Luminosa Bogliolo | Olaszország (ITA)      | 12,93 | Q     |
| 4. | 4     | Elvira Herman     | Fehéroroszország (BLR) | 12,95 | Q     |
| 5. | 7     | Mulern Jean       | Haiti (HAI)            | 12,99 | q, SB |
| 6. | 9     | Ebony Morrison    | Libéria (LBR)          | 13,00 | q     |
| 7. | 8     | Sarah Lavin       | Írország (IRL)         | 13,16 |       |
| 8. | 5     | Laura Valette     | Franciaország (FRA)    | 14,52 |       |

3. előfutam
| H  | Pálya | Név                | Nemzet                | E     | Mj    |
| -- | ----- | ------------------ | --------------------- | ----- | ----- |
| 1. | 4     | Tobi Amusan        | Nigéria (NGR)         | 12,72 | Q     |
| 2. | 8     | Yanique Thompson   | Jamaica (JAM)         | 12,74 | Q     |
| 3. | 6     | Pia Skrzyszowska   | Lengyelország (POL)   | 12,75 | Q, PB |
| 4. | 9     | Devynne Charlton   | Bahama-szigetek (BAH) | 12,84 | Q     |
| 5. | 7     | Annimari Korte     | Finnország (FIN)      | 13,06 |       |
| 6. | 3     | Marthe Koala       | Burkina Faso (BUR)    | 13,11 |       |
| 7. | 2     | Aoki Maszumi       | Japán (JPN)           | 13,59 |       |
| —  | 5     | Elisavet Pesiridou | Görögország (GRE)     | —     | DNF   |

4. előfutam
| H  | Pálya | Név                 | Nemzet                 | E     | Mj  |
| -- | ----- | ------------------- | ---------------------- | ----- | --- |
| 1. | 9     | Britany Anderson    | Jamaica (JAM)          | 12,67 | Q   |
| 2. | 3     | Christina Clemons   | Egyesült Államok (USA) | 12,91 | Q   |
| 3. | 4     | Kozák Luca          | Magyarország (HUN)     | 12,97 | Q   |
| 4. | 7     | Pedrya Seymour      | Bahama-szigetek (BAH)  | 13,04 | Q   |
| 5. | 5     | Elisa Di Lazzaro    | Olaszország (ITA)      | 13,08 |     |
| 6. | 2     | Teresa Errandonea   | Spanyolország (ESP)    | 13,15 |     |
| 7. | 8     | Ketiley Batista     | Brazília (BRA)         | 13,40 |     |
| —  | 6     | Cyrena Samba-Mayela | Franciaország (FRA)    | —     | DNS |

5. előfutam
| H  | Pálya | Név                   | Nemzet               | E     | Mj    |
| -- | ----- | --------------------- | -------------------- | ----- | ----- |
| 1. | 2     | Jasmine Camacho-Quinn | Puerto Rico (PUR)    | 12,41 | Q     |
| 2. | 5     | Megan Tapper          | Jamaica (JAM)        | 12,53 | Q, PB |
| 3. | 8     | Anne Zagré            | Belgium (BEL)        | 12,83 | Q, SB |
| 4. | 6     | Tiffany Porter        | Nagy-Britannia (GBR) | 12,85 | Q     |
| 5. | 4     | Terada Aszuka         | Japán (JPN)          | 12,95 | q     |
| 6. | 3     | Klaudia Siciarz       | Lengyelország (POL)  | 12,98 | q     |
| 7. | 9     | Zoe Sedney            | Hollandia (NED)      | 13,03 |       |
| 8. | 7     | Ditaji Kambundji      | Svájc (SUI)          | 13,17 |       |
| 9. | 1     | Ana Camila Pirelli    | Paraguay (PAR)       | 13,98 | SB    |

### Elődöntők
Minden elődöntő első két helyezettje jutott a döntőbe. Az összesített eredmények alapján további két versenyző jutott a döntőbe.
1. elődöntő
| H  | Pálya | Név               | Nemzet                 | E     | Mj  |
| -- | ----- | ----------------- | ---------------------- | ----- | --- |
| 1. | 5     | Tobi Amusan       | Nigéria (NGR)          | 12,62 | Q   |
| 2. | 8     | Devynne Charlton  | Bahama-szigetek (BAH)  | 12,66 | Q   |
| 3. | 4     | Andrea Vargas     | Costa Rica (CRC)       | 12,69 | SB  |
| 4. | 7     | Christina Clemons | Egyesült Államok (USA) | 12,76 |     |
| 5. | 2     | Klaudia Siciarz   | Lengyelország (POL)    | 12,84 | SB  |
| 6. | 3     | Terada Aszuka     | Japán (JPN)            | 13,06 |     |
|    | 9     | Kozák Luca        | Magyarország (HUN)     |       | DNF |
|    | 6     | Yanique Thompson  | Jamaica (JAM)          |       | DNF |

2. elődöntő
| H  | Pálya | Név               | Nemzet                 | E     | Mj      |
| -- | ----- | ----------------- | ---------------------- | ----- | ------- |
| 1. | 4     | Britany Anderson  | Jamaica (JAM)          | 12,40 | Q, PB   |
| 2. | 7     | Kendra Harrison   | Egyesült Államok (USA) | 12,51 | Q       |
| 3. | 6     | Liz Clay          | Ausztrália (AUS)       | 12,71 | PB      |
| 4. | 8     | Luminosa Bogliolo | Olaszország (ITA)      | 12,75 | NR      |
| 5. | 9     | Tiffany Porter    | Nagy-Britannia (GBR)   | 12,86 |         |
| 6. | 5     | Pia Skrzyszowska  | Lengyelország (POL)    | 12,89 |         |
| 7. | 2     | Mulern Jean       | Haiti (HAI)            | 13,09 | (0,088) |
| 8. | 3     | Pedrya Seymour    | Bahama-szigetek (BAH)  | 13,09 | (0,090) |

3. elődöntő
| H  | Pálya | Név                   | Nemzet                 | E     | Mj        |
| -- | ----- | --------------------- | ---------------------- | ----- | --------- |
| 1. | 7     | Jasmine Camacho-Quinn | Puerto Rico (PUR)      | 12,26 | Q, OR, NR |
| 2. | 4     | Megan Tapper          | Jamaica (JAM)          | 12,62 | Q         |
| 3. | 6     | Nadine Visser         | Hollandia (NED)        | 12,63 | q, SB     |
| 4. | 8     | Gabbi Cunningham      | Egyesült Államok (USA) | 12,67 | q         |
| 5. | 9     | Elvira Herman         | Fehéroroszország (BLR) | 12,71 |           |
| 6. | 2     | Ebony Morrison        | Libéria (LBR)          | 12,74 | NR        |
| 7. | 3     | Cindy Sember          | Nagy-Britannia (GBR)   | 12,76 |           |
| 8. | 5     | Anne Zagré            | Belgium (BEL)          | 12,78 | SB        |

### Döntő
| H     | Pálya | Név                   | Nemzet                 | Reakcióidő | E     | Mj |
| ----- | ----- | --------------------- | ---------------------- | ---------- | ----- | -- |
| Arany | 5     | Jasmine Camacho-Quinn | Puerto Rico (PUR)      | 0,149      | 12,37 |    |
| Ezüst | 4     | Kendra Harrison       | Egyesült Államok (USA) | 0,158      | 12,52 |    |
| Bronz | 9     | Megan Tapper          | Jamaica (JAM)          | 0,166      | 12,55 |    |
| 4.    | 6     | Tobi Amusan           | Nigéria (NGR)          | 0,161      | 12,60 |    |
| 5.    | 3     | Nadine Visser         | Hollandia (NED)        | 0,152      | 12,73 |    |
| 6.    | 8     | Devynne Charlton      | Bahama-szigetek (BAH)  | 0,144      | 12,74 |    |
| 7.    | 2     | Gabbi Cunningham      | Egyesült Államok (USA) | 0,172      | 13,01 |    |
| 8.    | 7     | Britany Anderson      | Jamaica (JAM)          | 0,164      | 13,24 |    |